# Агуїлас Вердес
Агуїлас Вердес де Гвадалупе або просто Агуїлас Вердес (ісп. Águilas Verdes de Guadalupe) — професійний екваторіальногвінейський футбольний клуб з міста Бата в Ріо-Муні (континентальна частина країни).

## Історія
В сезоні 2010 року команда виступала в Прем'єр-лізі. За підсумками регулярної частини національного чемпіонату команда пройшла до плей-оф, де серед чотирьох учасників посіла друге місце, набравши два очки (з шести можливих). На сьогодні[коли?] це найкращий результат команди за всю історію її виступів у Прем'єр-лізі В 2012 році серед 16 команд Агуїлас Вердес посів 12-те місце. Наступного сезону в Прем'єр-лізі континентальної частини Чемпіонату клуб посів лише 7-ме місце та не зміг продовжити змагання в плей-оф. В 2014 році команда в своїй групі Чемпіонату посіла останнє 10-те місце та вилетіла до Другого дивізіону, де й виступає зараз.
В національному Кубку найкращим досягненням клубу був вихід до фіналу турніру в сезоні 2011 року, де клуб поступився Атлетіко (Сему) з рахунком 2:1.
Команда жодного разу не вигравала чемпіонат або національний кубок.

## Форма
Як правило, команда виступає у формі зеленого кольору.

## Досягнення
- Прем'єр-ліга: 0 перемог

віцечемпіон — 2010
- Кубок Екваторіальної Гвінеї: 0 перемог

фіналіст — 2011